# Cầu Bến Sỏi
Cầu Bến Sỏi là một cây cầu bê tông bắc qua sông Vàm Cỏ Đông thuộc tỉnh Tây Ninh, nối liền 5 xã biên giới nằm ở phía Tây bờ sông là xã Biên Giới, xã Hòa Thạnh, xã Hòa Hội, xã Thành Long và xã Ninh Điền (thuộc huyện Châu Thành) với trung tâm huyện Châu Thành và thành phố Tây Ninh. Cây cầu đã được xây dựng vào năm 2000.

## Thông tin dự án
Cầu Bến Sỏi nối liền trực tiếp hai xã Thành Long và xã Trí Bình đều thuộc huyện Châu Thành tỉnh Tây Ninh. Cây cầu được Ủy ban nhân dân tỉnh Tây Ninh đầu tư xây dựng dài 186 m, rộng 9 m với 7 m là bề rộng dành cho xe chạy. Cầu nằm trên tuyến đường 781.

## Vấn nạn

### Tự tử
Vào lúc 16 giờ 15 phút ngày 16 tháng 2 năm 2014, người dân địa phương đã thấy một cô gái trẻ nhảy từ trên Cầu xuống sông mà không thấy bơi. Ngay lập tức, người dân địa phương đã dùng ghe, cứu cô gái. Được biết, cô gái này khoảng 15 tuổi, nhà ở xã Hòa Thạnh và đang học lớp 8 trường Trung học cơ sở Hòa Thạnh, vì buồn chuyện gia đình nên cô gái đã có ý định tự tử. Tương tự vào ngày 22 tháng 6 năm 2020, một người phụ nữ đi xe Toyato Innova 7 khoảng 39 tuổi cũng đã dừng lại tại giữa cầu Bến Sỏi rồi nhảy xuống. Ngay sau đó, người phụ nữ đã được người dân địa phương giải cứu lên bờ.